# Vild frihet
Vild frihet (franska: Les Fruits sauvages) är en fransk dramafilm från 1954 i regi av Hervé Bromberger.
Filmen baseras på Michel Durafours roman Notre rêve qui êtes aux cieux. 

## Utmärkelser
Vild frihet vann Guldleoparden vid Internationella filmfestivalen i Locarno 1954.

## Rollista i urval
- Estella Blain - Maria Manzana
- Évelyne Ker - Christine Manzana
- Marianne Lecène - Anna
- Michel Reynald - Michel Manzana
- Roger Dumas - Hans
- Jacques Moulières - Frédéric
- Georges Chamarat - Manzana
- Jean-Pierre Bonnefous - José Manzana
- Albert Rémy - Louis